# Phytoliriomyza felti
Phytoliriomyza felti är en tvåvingeart som först beskrevs av Malloch 1914.  Phytoliriomyza felti ingår i släktet Phytoliriomyza och familjen minerarflugor. Inga underarter finns listade i Catalogue of Life.